# Józef Rudzki (stolnik)
Józef Rudzki herbu Wąż (zm. przed 26 lutego 1757 roku) – podstoli radomski w 1737 roku, stolnik łukowski w latach 1730–1733, marszałek sądów kapturowych i delegat ziemi radomskiej województwa sandomierskiego w konfederacji dzikowskiej w 1734 roku.